# Guatemala International 2013
Die Guatemala International 2013 im Badminton fanden vom 5. bis zum 8. September 2013 in Guatemala-Stadt statt.

## Sieger und Platzierte
| Disziplin    | Gold                                 | Silber                             | Bronze                                            |
| ------------ | ------------------------------------ | ---------------------------------- | ------------------------------------------------- |
| Herreneinzel | Rodolfo Ramírez                      | Osleni Guerrero                    | Humblers Heymard                                  |
| Herreneinzel | Rodolfo Ramírez                      | Osleni Guerrero                    | Giovanni Greco                                    |
| Dameneinzel  | Berónica Vivieca                     | Daniela Macías                     | Krisley Nohemi Lopez                              |
| Dameneinzel  | Berónica Vivieca                     | Daniela Macías                     | Yamile Indira Martínez González                   |
| Herrendoppel | Jonathan Solís Rodolfo Ramírez       | Nelson Javier Alberto Raposo       | Rubén Castellanos Adams Rodríguez                 |
| Herrendoppel | Jonathan Solís Rodolfo Ramírez       | Nelson Javier Alberto Raposo       | Giovanni Greco Rosario Maddaloni                  |
| Damendoppel  | Krisley Nohemi Lopez Nikte Sotomayor | Berónica Vivieca Daigenis Saturria | Ana Lucia de Leon Maria Regina Del Valle Leysbeth |
| Damendoppel  | Krisley Nohemi Lopez Nikte Sotomayor | Berónica Vivieca Daigenis Saturria | Daniela Macías Dánica Nishimura                   |
| Mixed        | Jonathan Solís Nikte Sotomayor       | Nelson Javier Berónica Vivieca     | William Cabrera Daigenis Saturria                 |
| Mixed        | Jonathan Solís Nikte Sotomayor       | Nelson Javier Berónica Vivieca     | Anibal Marroquín Krisley Nohemi Lopez             |